# Samm-Art Williams
Samm-Art „Bunny“ Williams (* 20. Januar 1946 in Philadelphia, Pennsylvania; † 13. Mai 2024 in Burgaw, North Carolina), eigentlich Samuel Arthur Williams, war ein US-amerikanischer Schauspieler, Dramatiker und Filmproduzent.

## Leben
Williams war der Sohn von Valdosia James und Samuel Williams und wurde in Philadelphia geboren; seine Mutter war Lehrerin. Er wuchs in Burgaw, Pender County, im US-Bundesstaat North Carolina auf, wo er bis 1964 die C.F. Pope High School besuchte.
Im Anschluss an seine Schulzeit studierte er an der Morgan State University in Baltimore, Maryland, die Fächer Politikwissenschaften und Psychologie.
Er verstarb im Alter von 78 Jahren und wurde von fünf Cousins und Cousinen überlebt, darunter Carol Brown, die seinen Tod bekannt gab.

## Karriere
Nach seinem Studium widmete sich Williams, der erst Anwalt werden wollte, der Schauspielerei und erlernte den Beruf des Schauspielers am Freedom Theatre in Philadelphia unter John Allen und Bob Leslie; nebenbei arbeitete er als Verkäufer, um sich seinen Lebensunterhalt zu finanzieren.
1973 zog er nach New York, wo er als Schauspieler und Dramatiker arbeitete und Teil der Negro Ensemble Company wurde und als Samm Williams in Stücken wie The First Breeze of Summer, Eden, Nevis Mountain Dew, Nowhere to Run, Nowhere to Hide, Liberty Calland und in Black Jesus spielte.
Zu seinen Stücken gehören unter anderem Home, Welcome to Black River, Friends, The Sixteenth Round, Eyes of the American, Orchards und The Waiting Room.
Sein bekanntestes Werk, Home, wurde ursprünglich von der Negro Ensemble Company am Off-Broadway produziert und zwischen dem 7. Mai 1980 und 4. Januar 1981 erstmals am Broadway aufgeführt. Das Bühnenstück erhielt zahlreiche Auszeichnungen, darunter im Jahr 1980 Tony-Nominierungen in den Kategorien „Bestes Bühnenstück“ und „Bester Darsteller“ (für Charles Brown), einen Outer Critics Circle Award, einen NAACP Image Award und den North Carolina Governor’s Award.
Neben der Arbeit auf und für die Bühne arbeitete der 2,06 Meter große Williams auch für Film und Fernsehen und war Sparring-Partner des Boxers Muhammad Ali.
So wirkte Williams unter anderem in Cook and Peary: The Race to the Pole und als Jim in der 1986er Verfilmung von The Adventures of Huckleberry Finn mit. Hinter der Kamera war er ausführender Produzent und Autor mehrerer Fernsehserien, darunter Frank’s Place, für die er 1988 eine Emmy-Nominierung erhielt, Der Prinz von Bel-Air und Martin. Er war auch Co-Produzent der Filme Dressed to Kill von Brian De Palma im Jahr 1980 und Blood Simple – Eine mörderische Nacht aus dem Jahr 1984.
Auch für Motown Returns to the Apollo wurde er 1985 für den Emmy in der Kategorie „Outstanding Writing in a Variety or Music Program“ nominiert.
Für seine Verdienste erhielt er ein Guggenheim-Stipendium, das National Endowment for the Arts Fellowship for Playwriting und wurde 2010 in die North Carolina Literary Hall of Fame aufgenommen. 1980 war er in der Fernsehdokumentation Working in the Theatre zu sehen.
Im deutschen Sprachraum wurde Williams unter anderem von Thomas Albus, Ekkehardt Belle, Heinz Theo Branding, Raimund Krone, Hartmut Neugebauer, Heinz Petruo und Karl Schulz synchronisiert.

## Filmografie (Auswahl)

### Schauspieler
- 1977: Summerdog
- 1977: The Baron
- 1979: The Wanderers
- 1980: Countdown in Manhattan – Ein Mann wird zum Zerfetzer!
- 1980: Dressed to Kill
- 1980: Henderson (Fernsehserie)
- 1981: Junge Schicksale (Fernsehserie)
- 1982: A House Divided: Denmark Vesey’s Rebellion
- 1983: Mission Nordpol (Fernsehfilm)
- 1984: Blood Simple – Eine mörderische Nacht
- 1985: Heiße Ferien
- 1986: American Playhouse (Fernsehserie)
- 1986: Mike Hammer (Fernsehserie)
- 1987: 227 (Fernsehserie)
- 1987: Miami Vice (Fernsehserie)
- 1987: Frank’s Place (Fernsehserie)
- 1989: The Women of Brewster Place (Miniserie)
- 1990: Equal Justice (Fernsehserie)
- 1990: Der Prinz von Bel-Air (Fernsehserie)
- 1991: Harlem Action

### Drehbuchautor
- 1984–1985: American Playhouse
- 1985: Motown Returns to the Apollo
- 1986: Tall Tales & Legends
- 1987: Mike Hammer
- 1987: Cagney & Lacey
- 1987–1988: Frank’s Place
- 1989: The Debbie Allen Special
- 1990–1993: Der Prinz von Bel-Air
- 1994–1997: Martin
- 1997: The Good News
- 2012: Home

### Produzent
- 1988: Frank’s Place
- 1990–1993: Der Prinz von Bel-Air
- 1993–1994: Echt super, Mr. Cooper
- 1994–1997: Martin
- 1997–1998: The Good News

## Theater (Auswahl)
- 1975: The First Breeze of Summer (Palace Theatre, Broadway, New York City, New York)[8]
- 1979: Home (St. Mark’s Playhouse, Off-Broadway, New York City, New York)
- 1980–1981: Home (Cort Theatre, Broadway, New York City, New York)[8]
- 1982: Home (Public Theater, Pittsburgh, Pennsylvania)
- 1982: Home (Kreeger Theater, Washington D.C.)
- 1999–2000: Home (Actors Theatre, Louisville, Kentucky)
- 2024: Home (Todd Haimes Theatre, Broadway, New York City, New York)[8]